# Bourreau
Pour les articles homonymes, voir Bourreau (homonymie).

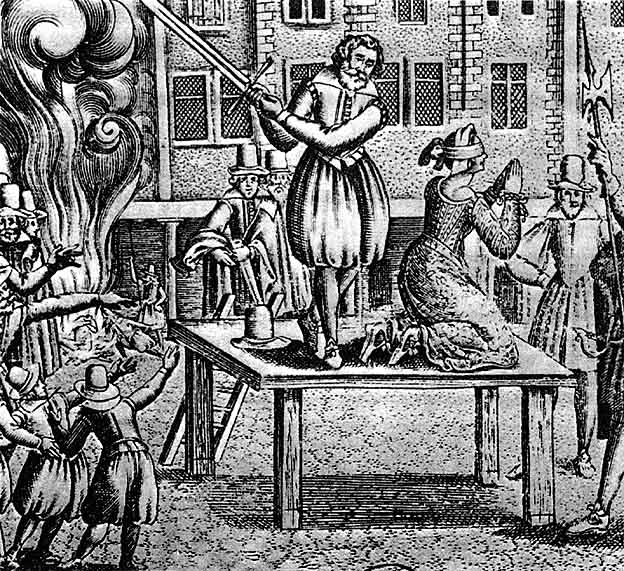
Bourreau tranchant la tête d'une condamnée (exécution de Léonora Galigaï, 1617).

Un bourreau est un exécuteur des arrêts de justice chargé d'infliger des peines corporelles ou la peine de mort. Le bourreau peut également être appelé « exécuteur des hautes œuvres ». Son titre a évolué au cours des siècles, de la dénomination péjorative de « bourrel » à celle plus institutionnelle d'« exécuteur de la haute justice » lorsqu'il est reconnu comme un agent du pouvoir judiciaire à part entière. En France, la définition administrative de la Chancellerie ne reconnaissait qu'un titre réellement officiel, celui de : « Exécuteur en chef des arrêts criminels », comme l'attestent les cartes professionnelles délivrées par la Justice à ces derniers sous la IV et la Ve République.

## Étymologie
L’étymologie du mot est relativement controversée. Le terme viendrait du verbe « bourrer », signifiant tourmenter, maltraiter. Il se peut également qu’il dérive de la profession de bourrelier, une des activités principales à avoir été sollicitée pour remplir la tâche de bourreau. Il peut aussi avoir désigné un « bourrelet ou coussin sur lequel on tape de l'épée en guise d'exercice ». Enfin, ce terme viendrait peut-être d’un homme nommé Borel, Seigneur de Bellecombe, ayant pris en charge une fonction similaire au XIIIe siècle, période de professionnalisation de cette charge.

## Historique
Le métier de bourreau tel que l’on pourrait l’envisager aujourd'hui est le résultat de siècles d’évolution. À l’origine, la fonction d’exécution de la peine capitale n’était pas assurée par une seule personne, mais généralement un fait collectif bien souvent régi par la loi du talion. Jusqu’au Moyen Âge, et encore pendant un certain temps après, c’est la justice privée qui domine largement. Ce système de vendetta exclut la nécessité d’un exécuteur, la figure du bourreau telle qu’elle émergera à la fin du Moyen Âge n’est donc pas encore apparue.
Il est difficile de dater l’émergence du bourreau. Dans les textes des auteurs grecs et latins, on ne trouve la trace d’aucun personnage apparenté à une telle fonction. L’application de la peine de mort était alors diverse. Dans la tradition hébraïque, la mise à mort se faisait de manière collective, demandant une participation active aux membres de la communauté, notamment au travers de la pratique de la lapidation. Dans le monde romain, les licteurs étaient chargés d’appliquer les sentences des condamnations publiques, sauf cas de livraison du condamné aux jeux du cirque. Concernant les crimes domestiques, les membres de la famille pouvaient eux-mêmes mettre en œuvre un processus de vengeance privée. En Grèce, la lapidation est également courante. Les citoyens peuvent aussi exécuter les coupables de crimes privés eux-mêmes. Ce droit sera peu à peu cédé aux magistrats, qui délègueront la tâche à des esclaves.
C’est avec l’apparition d’une réglementation étatique de la peine de mort que des exécuteurs furent désignés de manière attitrée, d’autant que les exécutions nécessitaient une certaine forme de technicité, acquise principalement par expérience. Initialement, les bourreaux étaient occasionnels et exerçaient un autre métier. Avec le temps, l'exécuteur public est devenu un officier de justice, détenteur d’une charge qu’il achetait, et conservera un statut officiel jusqu’à la Révolution française.

### Antiquité
Dans la Rome antique, le bourreau appelé carnifex est un esclave public préposé aux « hautes œuvres ». Subalterne des triumviri capitales, il exécute les condamnés généralement par strangulation (avec ses deux mains, un lacet ou une corde). Avec ses aides (tortores), sous la présidence d’un quaesitor, il est également chargé d'administrer la torture judiciaire (quaestio).

### Moyen Âge

#### Professionnalisation
Les premiers bourreaux professionnels apparurent en Europe occidentale durant le XIIIe siècle. Cette émergence, relativement lente, se fit en parallèle des importants changements concernant la justice et la formation de l’État. À la fin de la période médiévale, les systèmes de vengeance privée se trouvèrent substitués par le nouveau système pénal et l’émergence d’une justice criminelle, conséquents à la mise en place de la féodalité et le début de la centralisation du pouvoir. En outre, le développement d’une justice criminelle fut encouragée par les mouvements d’urbanisation, notamment dans les Flandres et aux Pays-Bas. Un des points centraux de cette nouvelle justice était le passage de la procédure accusatoire à la procédure inquisitoire.
La montée en puissance de la justice d’État s’accompagna également d’un mouvement de monopolisation de la violence légitime par les autorités. En même temps que l’État devient détenteur de la justice, il se doit également d’être celui qui punit. La professionnalisation du métier de bourreau, qui relève donc à la fois d'un mouvement historique et d'une nécessité, est une manifestation de la centralisation du pouvoir à l’époque médiévale et d'une volonté de pacifier la société, en éliminant la justice privée et les systèmes de vendetta. L'exécuteur public devient donc un agent judiciaire du processus de « civilisation » en Europe occidentale.
Dans une société où l’oralité et la mémoire visuelle occupent une place prépondérante, la mise en place d’une fonction officielle de bourreau s’accompagne d’une publicité et d’une ritualisation de l’exécution des châtiments. La codification de la mise en scène participe aussi à une volonté explicite de médiatiser la violence ordonnée par la justice.

#### Rôle du bourreau

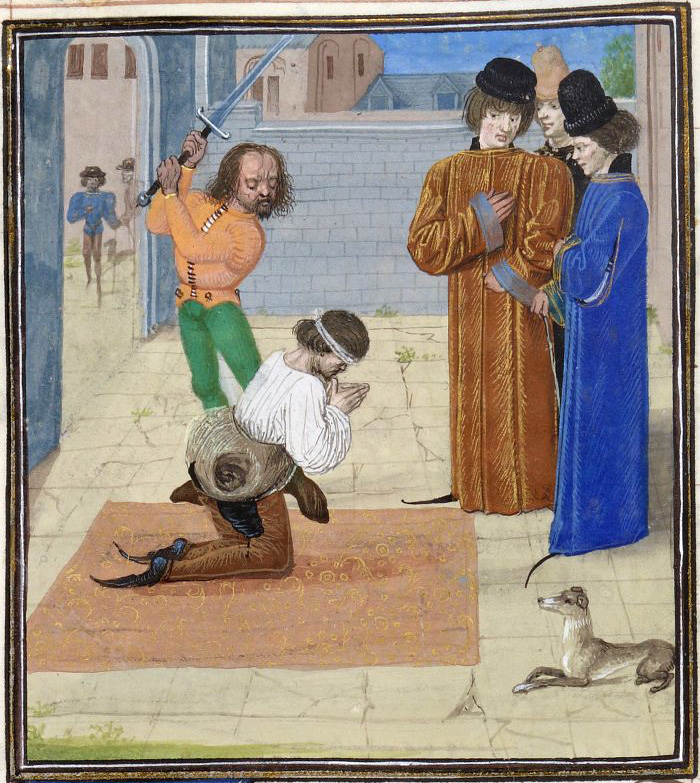
Exécution de Robert Tresilian.

Un bourreau était, au cours de la période médiévale, un officier judiciaire chargé d’exécuter les peines capitales et corporelles ordonnées par la justice criminelle. Les tâches lui revenant pouvaient être très variées, allant des sévices corporels à la mise à mort par noyade, bûcher, enfouissement, décapitation, écartèlement, pendaison, etc. La pendaison était le mode d’exécution le plus répandu et était appliqué à de nombreux crimes. À Paris et Avignon, la pendaison représentait environ 70 % des mises à mort aux XIVe et XVe siècles. Concernant les sévices corporels, la plus répandue était la flagellation, une pratique qui était alors très courante. Le bourreau pouvait également être amené à mutiler ses victimes, en les marquant au fer rouge ou encore en les amputant d’une partie du corps, renvoyant généralement symboliquement au crime commis. Ces méthodes étaient d’ailleurs généralement réglementées et très codifiées. Le bourreau devait donc être habile et expérimenté, maîtriser de nombreux instruments et techniques de tortures et de mise à mort. Il était un maillon indispensable de l’exécution des décisions de justice.
La mise en place de la procédure inquisitoire au XIIIe siècle introduisit la pratique de la torture en tant que méthode d’interrogation. La question était alors pratiquée par le bourreau.
Malgré tout, la mise à mort demeure une pratique rare au Moyen Âge, au moins jusqu’au XIVe siècle. « Le Moyen Âge, pétri de morale religieuse, pratique la peine de mort avec parcimonie. » La majorité des peines appliquées s’exercent sur les biens de l’accusé (amendes) ou sur sa liberté (bannissement), et la justice revêt une fonction plus de médiation que de répression. En revanche, même si la majorité des peines était globalement peu répressive, certaines exécutions pouvaient être très violentes, leur fonction étant principalement de marquer les esprits. La peine de mort est avant tout une peine exemplaire et devait donc être rendue publiquement. L’exécution publique de sentences capitales ou corporelles était entourée de rituels complexes et précis, dont la réalisation servait à légitimer la sentence rendue par la justice. Il revient donc au bourreau d’assurer le bon déroulement de la mise à mort pour ne pas entraver le cours de la justice. Le bourreau, autorisé à tuer, exerce une fonction singulière. Et c’est aussi pour que ne s‘exerce pas à son encontre le droit de vengeance que son action doit demeurer en tout point conforme au rituel.
L’application de la peine capitale traduit, au sein de la société médiévale, une volonté d’annihiler un individu indésirable ne pouvant plus être réintégré à la société à laquelle il appartenait. Bien qu’il ne s’agisse pas d’éliminer mais de punir, les peines corporelles portaient également un fort caractère exemplaire, supposées démontrer à la société ce qu’il en coûte de transgresser l’ordre social, les mutilations ajoutant une marque visible et indélébile, signe permanent de la condamnation et de l’infamie perpétuelle. La publicité était d’autant plus importante qu’elle démontrait un retour à l’ordre au sein de la communauté.
Les fonctions et devoirs d’un bourreau durant l’époque médiévale étaient donc plutôt variés et demandaient une certaine maîtrise technique des instruments et des modalités des peines capitales et corporelles. Il est également important de souligner que l'exécuteur public occupait la place centrale des rituels punitifs du bas Moyen Âge, censés permettre le retour à l’ordre hiérarchique et à l’harmonie sociale, alors troublés par des actes criminels. Un bourreau compétent était une aide précieuse pour les autorités publiques.
Outre ces « hautes œuvres », le bourreau accomplissait généralement également les « basses œuvres », constituées de travaux annexes comme le nettoyage des rues ou la vidange des eaux usées, ce qui lui permettait de compléter son revenu.

#### Figure du bourreau
La fonction d’« exécuteur des hautes œuvres » était quasiment exclusivement réservée aux hommes (quelques femmes dites « bourrelles » ont existé, mais elles se chargeaient uniquement des sanctions appliquées aux femmes) qui appartenaient aux classes sociales inférieures. Il s’agissait de personnages séculiers, qui devaient nécessairement être chrétiens. Cette occupation ne pouvait également pas être attribuée à des personnes dites « réputées »[Quoi ?]. En conséquence, il était difficile pour les autorités de recruter des personnes pouvant être bourreau, c’est pourquoi, au XVe siècle, les bouchers étaient quelquefois forcés de remplir également cette fonction. Il pouvait également s’agir d’anciens criminels ayant obtenu le pardon en échange de la prise en charge de cette fonction. De manière générale, ceux qui acceptaient d’effectuer cette tâche très impopulaire étaient soit forcés, soit dans une situation d’absolue nécessité. Rapidement la charge de bourreau devient héréditaire, ce qui mène, dès le XVe siècle, à la création de véritables dynasties de bourreaux. Cette transmission de la charge tient à son statut particulier : le bourreau était marginalisé et ses enfants exclus de l'enseignement ou de l'apprentissage et donc ne pouvaient pas exercer d'autres métiers. Ce fonctionnement était plutôt profitable au système pénal, qui était alors assuré d’obtenir des exécuteurs formés dès leur plus jeune âge.

#### Stigmatisation et ambiguïté sociale
Durant la période médiévale, les attitudes à l’encontre des bourreaux étaient ambiguës. L'exécution, d'abord simple prolongement de l'action judiciaire, fut dès le XIIIe siècle (moment d’institutionnalisation de la profession) exposée à une stigmatisation grandissante. Le bourreau, à la fois exécuteur de la justice officielle, agent du droit, était largement stigmatisé et exclu par la société dans laquelle il évoluait.
La violence, principalement envisagée comme une perturbation de l’ordre divin, devait être utilisée dans un cadre juridique strict pour apparaitre légitime. Bien qu’étant agent de la justice légitime, l’image du bourreau demeurait négative. Cette image négative découlait principalement du fait que la violence exercée par le bourreau l’était contre des personnes sans défense. Le bourreau était d’ailleurs souvent imaginé comme étant l’opposé du bon chevalier, n’attaquant jamais des personnes désarmées et protégeant les faibles. De plus, l’association de l'exécuteur public avec l’impureté et le sang contribuait largement à l’attitude négative de la société en général vis-à-vis de cette figure. Au Moyen Âge, l'écoulement du sang avait un statut d'effusion polluante. En raison de son activité, le bourreau devient donc un être contaminé, et est de ce fait exclu de la société. Le fait que de nombreux bourreaux étaient d’anciens criminels eut également un impact très négatif sur les attitudes vis-à-vis de cette profession.
Bien que le bourreau jouisse de certains privilèges (exemptions, havage, etc.) en contrepartie à l’infamie et la souillure dont sa fonction est entachée, l’ostracisme vécu au quotidien par l’exécuteur public et sa famille était puissant. Premièrement, le bourreau était logé en dehors de la ville, à l’écart de la société. Bien qu'il puisse jouir de conditions matérielles meilleures que celles des basses classes, l’exécuteur public était foncièrement exclu de la vie sociale et bourgeoise. Le bourreau était à tel point considéré comme impur qu’il ne pouvait avoir de contact physique avec des biens comestibles sans qu’ils ne soient nettoyés après son passage. Rejeté par ses pairs pour avoir exécuté la volonté de la justice selon le bien commun, il est haï et redouté de tous. Le sceau du sang en fait un intouchable craint par la société.
Les exécuteurs publics étaient donc des figures poussées aux marges de la société, soumises à de nombreuses restrictions et obligations. Ils étaient soumis à un code d'honneur professionnel des plus sévères. En cas d'exécution manquée, il était menacé d'une sanction de l'autorité, quand il n'était pas immédiatement lynché par la foule des curieux.
L’isolement du bourreau et de sa famille conduisit à des alliances entre familles de bourreaux, donnant naissance à de véritables dynasties<. Satisfaites qu’un office aussi peu enviable soit pourvu de manière permanente par le biais de réseaux familiaux, les autorités administratives et judiciaires se sont toujours inclinées devant ce système héréditaire. Ainsi les bourreaux et leurs familles ont-ils toujours considéré qu’ils exerçaient une sorte de charge monnayable et transmissible comme n’importe quel autre élément de leur patrimoine.

Les bourreaux subissaient également une stigmatisation sociale via le port de vêtements et de signes distinctifs. Dans la société médiévale, les vêtements avaient une fonction de représentation de l’ordre social et moral. Ils soulignaient la hiérarchie à l'œuvre dans la société. Les réglementations concernant l’habillement, qui découlaient largement d’une idéologie sociale, avaient pour but de démontrer le sexe, le statut et la classe sociale d’une personne. L’habit du bourreau, qu'il était obligé de revêtir en tout temps, portait donc une signification relative à son statut et son métier. 

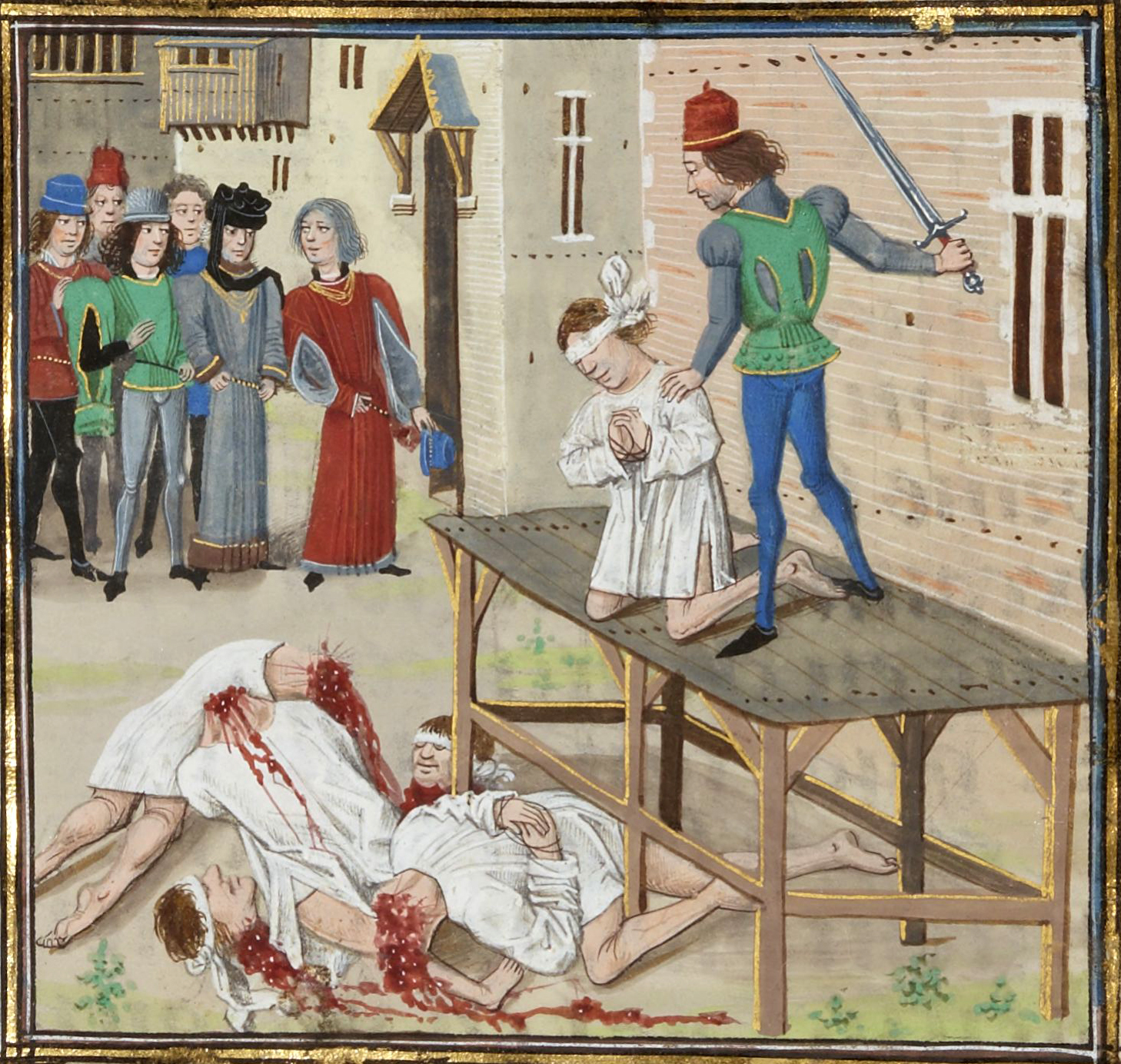
Chroniques de Froissart (BnF)., Exécution d’Olivier de Clisson.

Un des traits caractéristiques de l’habillement du bourreau était la polychromie, notamment sous forme de rayures, un habit coloré facilitant l’ostracisme et signalant l’infamie. L’utilisation du motif rayé, imposé au bourreau, comme d'ailleurs à d'autres catégories sociales considérées comme « infâmes », avait pour but de mettre en évidence le statut marginal du bourreau et de l’empêcher de se mêler aux personnes dites « respectables ». Parmi les signes distinctifs utilisés dans la symbolique vestimentaire médiévale, les rayures tiennent une place particulière. Elles expriment la dépréciation, la méfiance, parfois le rejet. Le motif rayé était également associé à l’indécence, à la luxure et à l’infamie. Dans l’iconographie, les bourreaux étaient souvent habillés de manière à contraster avec le reste de l’image, les contrastes de couleurs étant généralement associés avec des connotations très négatives, démontrant une moralité discutable. Le rouge était la couleur la plus commune dans la représentation des bourreaux à l’époque médiévale. Cette couleur était utilisée en référence à l’activité violente et sanglante du bourreau. De manière générale, le rouge, bien que représentant également la justice, était associé à une vie de péchés et représentait les chrétiens engagés dans une activité infamante. Le jaune, également utilisé, représentait la tromperie, l’impureté et la transgression des normes. L’utilisation du vert signifiait également l’impureté et était associé avec le diable. Enfin, le noir était aussi une couleur typiquement associée à l’habit du bourreau et représentait le vice, la mort, et une classe sociale basse.
Le bourreau, marqué de l'opprobre social, devait également porter un signe distinctif de sa fonction. Ces marques d'infamie, qui étaient utilisées de manière fréquente durant la période médiévale, servaient à désigner, aux yeux de tous, ceux qui étaient mis à l'écart de la communauté. L’exécuteur public devait porter sur sa tenue, sur la manche ou dans le dos, de petits insignes cousus, comme c’était le cas pour d’autres parias (prostituées, Juifs, hérétiques, etc.). Ces insignes représentaient une échelle et un gibet, ou une main tenant une épée, symboles de justice. Le but principal de toutes ces mesures était que le bourreau devait demeurer identifiable en toute situation, le distinguant du reste de la société et suggérant son statut social inférieur et sa morale basse.

### En France avant la Révolution
En France avant la Révolution, chaque bailliage disposait d'un exécuteur des basses œuvres et des hautes œuvres qui portait le nom de bourreau. Ainsi, les modes d'exécution, les hautes œuvres, et les techniques utilisées différaient d'une région à l'autre. Si les bourreaux jouissaient d'appellations variables selon les lieux et les circonstances, la plus courante était celle d'exécuteur de haute justice que l'on retrouve dans le Code noir ainsi qu'un décret de 1787.
Dans l'Est, le bourreau était souvent issu de métiers en rapport avec les cadavres et la mort tels que équarrisseur, tanneur, bourrelier voire croque-mort, fossoyeur, etc. et était surnommé le riffleur.
Au sud de la Loire, le bourreau était souvent un occasionnel surnommé le bingre par les bourreaux dynastiques.
Toutefois, devant le manque de volontaires, les magistrats faisaient appel, parfois, à d’anciens criminels qu’ils sortaient de prison pour leur éviter, en échange, la corde ou les galères.
En Île-de-France, les bourreaux étaient au service du roi qui leur délivrait des lettres de provision, les rendant propriétaires de leur office. Le bourreau devenait alors officier du roi et transmettait par la suite sa charge à ses propres enfants qui de plus avaient du mal à trouver d'autres métiers, se faisant ainsi le fondateur d’une dynastie appelée les bourreaux dynastiques.
Outre les exécutions, le bourreau était chargé préalablement à leur exécution de tourmenter et de torturer les condamnés à mort.
À titre d'exemple, on trouve des quittances comme celle de Geoffroy Thérage, le bourreau de Jeanne d'Arc qui indique outre sa rémunération, le travail effectué.
Il est à noter, que ce maitre persécuteur des hautes œuvres du Roy, au bailliage de Rouen, n'était sûrement pas différent de ses collègues qui officiaient dans les autres juridictions.
Pendant les 25 années de son office, il mit au pilori, traîna des suppliciés sur une claie, décapita, pendit, trancha des mains, écartela avant de pendre les quatre membres et de mettre la tête sur une lance, etc. En 1432, il va ainsi décapiter, écarteler, pendre les membres et mettre la tête sur une lance 104 fois.
Dans de telles conditions, on comprend pourquoi le bourreau suscitait une telle horreur et vivait reclus, à l’écart des honnêtes gens qui fuyaient tous son contact. On refusait ses enfants dans les écoles, et les marchands rechignaient à lui vendre leurs marchandises. L'Église consentait au mariage consanguin dans ces familles. En ville, le boulanger gardait le pain destiné au bourreau à l'envers, favorisant la superstition que présenter le pain à l'envers sur une table attire le diable. La littérature et le cinéma ont développé une autre légende, celle de bourreaux portant un masque ou une cagoule lors de l'exécution alors que leur visage était à découvert ou qu'ils portaient un chapeau, leur signe distinctif étant un insigne sur le manteau (épée, manteau).

Le bourreau percevait ses émoluments sur une grande quantité en nature des marchands des halles et en fonction des supplices répertoriés sur des « carnets de bourreaux » : c’était le droit de havage qui  permettait au bourreau de prendre une certaine quantité de pain, de légumes, de viande, de poisson dans les paniers sur lesquels il étendait la main. Ce droit fut aboli en 1775.
En 1791, la torture préalable à l’exécution fut supprimée et les peines de mort furent alors uniformisées sur l’ensemble du territoire français : « Tout condamné à mort aura la tête tranchée ».

### En France depuis la Révolution

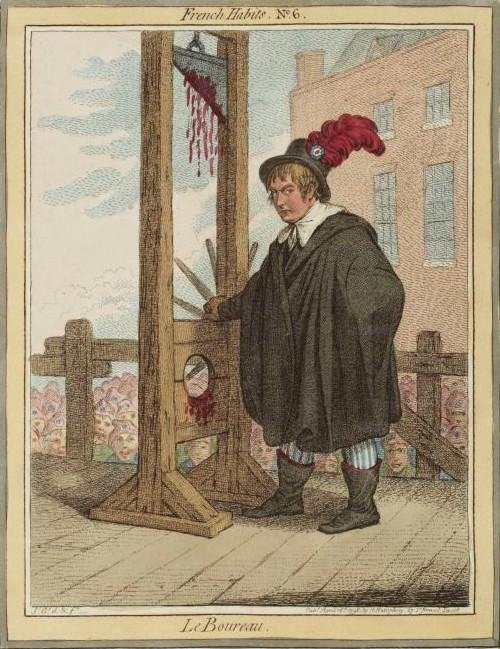
Bourreau français en 1798
(musée de la Révolution française).

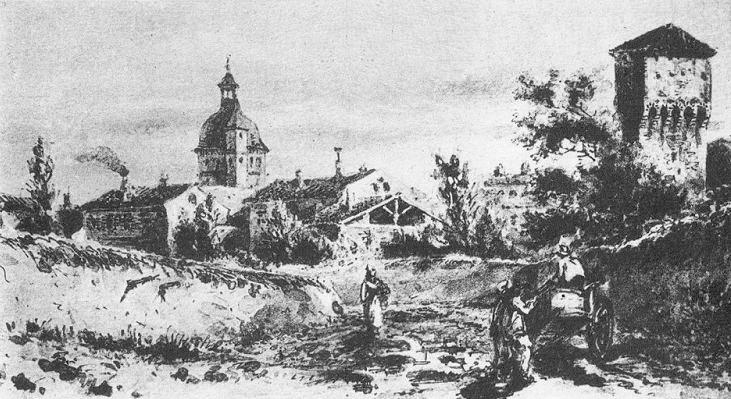
La tour et la maison du bourreau de Toulouse à La Restauration, près de la Porte de Las Croses (dessein de Ferdinand Mazzoli).

À partir de 1791, il n'y eut plus qu'un exécuteur par département.
D'après le Dictionnaire de l'administration française de 1877-1885, la loi du 13 juin 1793 établit d'abord un « exécuteur des arrêts criminels » par département, chacun assisté de deux aides, sauf celui de Paris qui en avait quatre. Le bourreau était chargé « d'exécuter les arrêts prononçant la peine de mort ».
Sous l'Empire et sous la Restauration, leur nombre fut réduit pour les amener à un par cour d'appel dès le Second Empire.
En 1832, il fut également chargé « de pourvoir à l'entretien et à l'établissement des bois de justice » et il fut décidé de diviser par deux le nombre de bourreaux au fur et à mesure des mises à la retraite, et de supprimer les aides dans la plupart des départements. En 1849, il n'y avait plus qu'un « exécuteur en chef » par ressort de cour d'appel et un « exécuteur-adjoint » dans chaque département où ne siégeait pas une cour d'appel. Enfin, en 1850, il fut décidé que l'exécuteur en chef serait seul habilité à procéder et que les adjoints ne seraient plus assignés à des départements mais simplement à l'assistance de l'exécuteur en chef.
Le décret d'Adolphe Crémieux du 25 novembre 1870 finit par uniformiser la charge en supprimant les bourreaux de province, ne laissant plus qu'un seul « exécuteur en chef » pour tout le territoire national, avec cinq « exécuteur-adjoints ». Seul le bourreau de Corse resta en fonction jusqu'en 1875. L'Algérie, alors française, gardant, quant à elle, une équipe d'exécuteurs qui lui était propre, jusqu'à l'indépendance du pays.
Le bourreau n'était pas fonctionnaire, mais « agent contractuel de l'État ». Sa fonction ne paraissait pas sur les comptes de la nation, il ne percevait donc pas de salaire, mais des gages versés par le ministère de la Justice. Selon des estimations, un « exécuteur en chef » gagnait moins qu'une secrétaire, et ses « aides », moins que des balayeurs. Ainsi, le revenu que Marcel Chevalier tirait de sa fonction de dernier exécuteur en chef, était en 1979 de 40 833 francs annuels, soit l'équivalent de celui d'un ouvrier d'administration ou d'un employé de bureau. Il s'agissait là de la somme qu'il s'auto-attribuait sur les 180 000 francs que lui versait le ministère, le reste servant à entretenir les bois de justice et à payer ses adjoints. Comme ses prédécesseurs, il ne s'agissait pas de son métier principal, puisque lui-même était imprimeur typographe (il fut d'ailleurs élu « meilleur ouvrier de France » dans sa jeunesse). Chevalier disait lui-même « je travaille deux fois ». Il entra en fonction en 1976, et son contrat fut rompu en 1981, à la suite de l'abolition de la peine de mort.
Quant à la transmission de la charge, elle se faisait toujours par cooptation (en France tout particulièrement), privilégiant les liens familiaux, survivance du système dynastique en vigueur depuis des siècles dans la profession, même si, selon Jacques Delarue, les candidatures spontanées ne manquaient pas auprès du ministère de la Justice. À défaut de transmission familiale, l'administration en la personne du directeur du département des arrêts criminels du ministère de la Justice utilisait la règle de l'ancienneté parmi les adjoints pour désigner le nouvel « exécuteur en chef ».

## Bourreau auXXIesiècle
L'existence d'un « bourreau » seul en droit de tuer contre rémunération comme on le voyait en France ou au Royaume-Uni a toujours suscité la révulsion de la population, même lorsque celle-ci soutient la peine de mort. De ce fait les pays évitent de désigner une seule personne comme ayant aptitude pour commettre l'acte létal.

### EnArabie saoudite
Muhammad Saad al-Beshi, 42 ans à l'époque, a accordé une rare interview en 2003 au journal Arab News. Il y explique qu'il a débuté comme exécuteur en 1998 et qu'il était particulièrement stressé ce jour-là car les exécutions ont lieu en public ; il déclare également qu'il est aujourd'hui le père comblé de sept enfants. Il est presque sûr que son fils aîné va lui succéder dans sa profession qui l'amène à procéder à des amputations de mains ou des jambes. Il ne compte plus depuis longtemps ses exécutions et, en général, il va voir la famille de la victime du condamné pour demander leur pardon au nom du condamné peu avant l'exécution. Il participe à la formation de jeunes futurs bourreaux. Il exécute les condamnés au pistolet ou au sabre selon leur désir,.
Un autre bourreau, Abdallah Al-Bishi, a lui aussi été interviewé à la télévision. Il y explique que les condamnés sont anesthésiés localement avant les démembrements et qu'il lui est déjà arrivé d'exécuter des gens qu'il connaissait.

### AuBangladesh
Les exécutions sont mises en œuvre par des détenus « fiables » ayant reçu une formation à cet effet,.

### EnChine
L'exécution de la peine de mort est une des activités des policiers parmi d'autres. Dans le cadre des exécutions par balles, ceux-ci sont assignés à un entraînement les deux jours précédents pour s'assurer que le condamné mourra bien du premier coup. Comme au Japon, ils ne sont pas volontaires mais tout de même récompensés pour cette activité.

### AuxÉtats-Unis
Aux États-Unis les équipes sont différemment composées selon les États : certains autorisent la participation de professionnels médicaux, d'autres non.
À titre d'exemple, la Californie a publié en 2007 son très détaillé protocole d'exécution par injection létale. Celui-ci prévoit que le directeur préside lors de l'exécution, ainsi qu’à la commission désignant et contrôlant la compétence des membres de la lethal injection team, au nombre de vingt minimum. Un adjoint du directeur et un surveillant du grade de lieutenant ou capitaine (the lethal injection team leader) assurent la direction effective de l'équipe. Celle-ci est divisée en quatre sous-équipes : l'équipe de sécurité composée de surveillants chargés du condamné et des témoins ; l'équipe intraveineuse chargée d'insérer les cathéters ; l'équipe d'infusion chargée de préparer et injecter les produits et l'équipe des archives. Chacun des membres de l'équipe doit être volontaire, avoir de bons antécédents, une bonne expérience et ne pas avoir travaillé dans le couloir de la mort depuis au moins un an. Les membres se réunissent tous les mois pour s'entraîner et effectuer une simulation d'exécution.
En Arizona, il a été révélé qu'un médecin employé pour superviser les exécutions en 2010 et 2011 était payé 18 000 $ pour chacune d'entre elles. Il a même perçu 12 000 $ pour une exécution qui n'a pas eu lieu, ayant été suspendue au dernier moment.

### EnInde
Trois exécutions ont eu lieu en Inde depuis 2004, la première en 2012. Le 21 novembre 2012, la peine de mort a été infligée au terroriste Aljab Kasab, condamné pour le meurtre de 55 personnes. Malgré de nombreux candidats souhaitant exécuter Kasab gratuitement, le gouvernement a considéré qu'il valait mieux que le travail soit effectué par une personne agréée. Deux agents pénitentiaires ont finalement été sélectionnés pour procéder à cette exécution. Le gouvernement souhaitait également que l'exécution soit secrète jusqu’à sa mise en œuvre, c'est pourquoi les bourreaux furent interdits de sortir de la prison les deux jours qui précédèrent l'exécution ; ils ne découvrirent que quelques minutes avant la pendaison l'identité du condamné. Ils furent payés 2 500 roupies chacun (un Indien gagne en moyenne 100 roupies par jour) ; le gouvernement a décidé de ne pas révéler leur identité,,.

### EnIndonésie
Des balles à blanc sont réparties au hasard dans les fusils du peloton d'exécution.[réf. souhaitée]

### AuJapon
Les exécutions sont mises en œuvre par une équipe de surveillants du couloir de la mort, ceux-ci quittant ce poste tous les trois ans pour éviter qu'ils ne tissent trop de liens affectifs avec les condamnés[réf. souhaitée]. Trois ou cinq surveillants sont tenus de presser chacun en même temps un bouton ouvrant la trappe de la potence sans savoir lequel est actif. Les surveillants apprennent le jour même qu'ils vont devoir participer à une exécution et ne peuvent refuser, au risque de perdre leur emploi. Ils reçoivent néanmoins, pour chaque exécution à laquelle ils participent, une prime d'environ 180 € en plus de leur salaire réglementaire,. Les exécutions ayant lieu le matin, on leur donne également leur après-midi.

## Bourreaux célèbres

### EnAllemagne
- Franz Schmidt, bourreau bavarois, officia entre 1573 et 1617.
- Friedrich Reindel (1824-1908), officia en Prusse entre 1843 et 1900[57].
- Carl Gröpler (1868-1946), officia en Prusse entre 1906 et 1937.
- Julius Krautz (1843-1921), officia en Prusse entre 1878 et 1889.
- Johann Reichhart (1893-1972), officia en Allemagne entre 1924 et 1947, notamment sous le régime nazi. Il instrumenta à lui seul 3 165 exécutions (dont 2 948 guillotinages, qui à ce titre constitue un record en la matière), principalement à la prison de Plötzensee à Berlin.
- Ernst Reindel officia également sous le régime nazi ; auteur de 600 à 700 exécutions.

### AuCanada
- Alors que les dernières exécutions au Canada datent de 1962, l'exécuteur du pays, sous le pseudonyme de « John Ellis » (probablement en référence à son célèbre prédécesseur britannique du début du XXe siècle) accorda une interview télévisée à la CBC en 1976. Il explique le mode d'exécution, son point de vue personnel et la possibilité de supprimer la pendaison au profit de la chaise électrique ou de l'injection létale. La peine de mort fut abolie quelques mois après.

### AuxÉtats-Unis
- Le sergent-chef John C. Woods (1903-1950) fut l'exécuteur officiel de l'armée américaine. C'est lui qui officia au procès de Nuremberg (sur les conseils techniques de Reichhart), aidé dans sa charge par Joseph Malta. Il fut victime d'un accident mortel à Eniwetok (îles Marshall) alors qu'il réparait un appareillage électrique.
- Robert G. Elliott (1874-1939), State Electrician (« Électricien d'État », euphémisme pour qualifier les bourreaux utilisant la chaise électrique). Il fut le seul exécuteur américain à avoir écrit ses mémoires et participa à toutes les grandes exécutions capitales des années 1920-1930, telles que  Sacco et Vanzetti, Ruth Snyder ou Bruno Hauptmann.

### EnFrance
D'après l'Arbre généalogique de bourreaux français (pour les trois premiers cités)
Bourreaux de Paris,,
- Estevenot ou Thévenot (1278-1320)
- Nicolas (1322-1358)
- Colart Provignon
- Pierre du Pré (vers 1380-1400[62])
- Geoffroy ou Guieffroy (1407-1413)
- Capeluche[63] (1413-1418), bourreau parisien proche des Bourguignons pendant la guerre civile entre Armagnacs et Bourguignons
- Jean Thiphaine (vers 1418)
- Colin Foucher (vers 1445)
- Henri Cousin et son fils Jean Cousin (1460-1479)
- Pierre Philippart (vers 1478)
- Tristan (vers 1484)
- Jacques Dulac (vers 1502)
- Robin Serre (vers 1507)
- Jacquet (vers 1507)
- Fleurant (-1516)
- Macé (1523)
- Florent Bazard (1507-1516)
- Rotillon (1516-1529)
- Pierre Pommerelle (vers 1529)
- Macé (1543-1553)
- Jean Rozeau (vers 1555-1594)
- Jean Guillaume l'exécuteur de François Ravaillac (1594-1620)
- Jean Guillaume, fils du précédent (1620-1666)
- François Guillaume, fils du précédent (1666-1672)
- André Guillaume, fils du précédent (1674-1682)
- Jean Carlié, neveu du précédent (1682-)
- Nicolas Levasseur (-1688)
- Charles-Louis Sanson (1688-1699), qui transmit la charge à la famille Sanson, célèbre dynastie de bourreaux de Paris (de 1688 à 1847)
- Charles Sanson (1699-1726)
- François Prudhomme (1726-1739, bourreau par intérim)
- Charles Jean Baptiste Sanson (1739-1778)
- Charles-Henri Sanson (1778-1793)
- Henri Sanson (1793-1840)
- Henri-Clément Sanson (1840-1847)
- Charles-André Férey (1847-1849)
- Jean-François Heidenreich (1849-1872), premier exécuteur en chef des arrêts criminels de la République française
- Nicolas Roch (1872-1879)
- Louis Deibler (1879-1899)
- Anatole Deibler (1899-1939), fils du précédent
- Jules-Henri Desfourneaux (1939-1951), cousin du précédent
- André Obrecht (1951-1976), cousin du précédent
- Marcel Chevalier (1976-1981), neveu par alliance du précédent, qui ne procéda qu'aux deux dernières exécutions, en 1977.

Voir aussi
- Les Jouënne, l'une des plus anciennes dynasties de bourreaux (le premier d'entre eux, Nicolas Jouhanne dit La Justice, bourreau du Pays de Caux en Normandie est déjà cité en 1202)
- Geoffroy Thérage à Rouen, chargé de l'exécution de Jeanne d'Arc
- Georges Michel Wollmar, bourreau de Colmar depuis 1747, il procéda notamment à l'exécution de Hirtzel Lévy, mort innocent sur la roue le 31 décembre 1754. Son fils, Georges Frédéric lui succéda.
- Jacques Joseph Durand, le bourreau assassin de Laval
- Les exécuteurs en Algérie
  - Jacques Baroux (1843-1847)
  - Nicolas Wolf (1847-1855)
  - Antoine Rasseneux (1855-1885)
  - Gustave Rasseneux (1885-1906)
  - Pierre Lapeyre (1906-1928)
  - Henri Roch (1928-1944)
  - André Berger (1944-1957)
  - Maurice Meyssonnier (1957-1958) avec son fils Fernand Meyssonnier comme premier aide
- On peut également citer quelques aides-bourreaux dont certains passeront à la postérité[64]
  - Charles-Henri-Constant Desmores (1805-1813)
  - Charles-Nicolas-Lubin Jouenne (1807-1809)
  - Pierre-Nicolas Jouenne (1811-1812)
  - Henri-Clément Sanson (1811-1840)
  - Joseph-Nicolas Fauconnier (1819-1823)
  - Jean Dupont (1828-1854)
  - Henri-Charles Desmorest (1830-1840)
  - Jacques-Henri Ganier (1840)
  - Nicolas Chtarque (1841)
  - Jean-Pierre Guerchoux (1842)
  - Louis-Marie-Dauphin Benoist (1842-1844)
  - Jean-Pierre Piot (1843-1847)
  - Jean-Jacques Vollmar (1844-1849)
  - Eugène Férey (1847)
  - Nicolas-Placide Doubleau (1853)
  - Pierre-Alexandre-Roland Leroy (1853)
  - Louis-Julien-Fortuné Leroy (1853-1862)
  - Léon Richim (1860-1866)
  - Aimé-Eugène Étienne (1862-1890)
  - Jean-Emile Grosholtz (1866-1871)
  - Edouard-Matthieu Desfourneaux (1871-1900)
  - Alphonse-Léon Berger (1872-1906)
  - Adolphe-Désiré Deville (1879-1900)
  - Eugène-Clovis Rogis (1900-1911)
  - Louis Rogis (1905-1930)
  - Gaston Bernoux (1912-1958)
  - Ernest Deschamps (1912-1921)
  - Léopold-Charles-Emile Desfourneaux (1912-1926)
  - René-Henri Desfourneaux (1925-1934)
  - Robert Martin (1930-1945)
  - Henri Sabin (1930-1951)
  - Julien Guyot (1934-1958)
  - Georges Martin (1939-1951)
  - Georges-Emile Obrecht (vers 1940)
  - Gustave Galland (1944)
  - Georges Perruchot (1951-1976)
  - Georges Ribour (1957-1958)
  - Raymond Navarre (1959-1960)
  - René Cheny (1960-1981)
  - Roger Deshaes (1960-)

### EnIsraël
- Shalom Nagar, agent pénitentiaire, a une seule pendaison à son actif et non la moindre, celle d’Adolf Eichmann.

### AuRoyaume-Uni
- Un français (le 19 mai 1536) : Il est de notoriété publique que Henri VIII a fait appel à un bourreau français originaire de Saint-Omer pour effectuer à l'épée, la décapitation de la reine Anne Boleyn, jugée coupable, à tort, d'adultère et d'inceste. Le bourreau, d'une grande prévenance, lui demanda en français de l'excuser et elle lui répondit en français qu'elle maitrisait parfaitement qu'elle le pardonnait. En guise de dernier hommage, la foule, hormis deux personnes, aux environs de deux mille âmes, s'agenouilla dans l'herbe dans l'enceinte de la tour de Londres en même temps qu'elle le fit dans la paille, sur l'échafaud. Alors qu'elle était prête et en position, le bourreau feint de ne pas avoir son épée en main et demanda à son assistant de la lui passer avant de trancher, la seconde suivante, le cou de la reine en une seule fois[65]. Il reçut 23 livres pour son office, soit un peu plus de 70 000 de nos euros[réf. nécessaire].
- William Calcraft (1800 - 1879), exécuteur pendant 45 ans, de 1829 à 1874, la plus longue carrière de bourreau dans l’histoire britannique.
- William Marwood (1820 - 1883), exécuteur de 1872 à 1883, fut dans les années 1870, le bourreau qui modernisa la technique de la pendaison, notamment par l’invention (selon les sources) de la méthode du Long Drop.
- James Berry (1852-1913)
- John Ellis (1874 - 1932), qui officia de 1901 à 1924.
- Les Pierrepoint : dont le plus illustre représentant fut Albert (1905 - 1992). Il fut l'un des derniers exécuteurs au Royaume-Uni (les dernières exécutions datent de 1964). Il fut considéré comme l'exécuteur britannique le plus « prolifique » du XXe siècle : il officia dans 450 pendaisons entre 1932 et 1956, soit 433 hommes et 17 femmes.
- Harry Allen (1911 - 1992), l’avant-dernier bourreau britannique. Il officia de 1956 à 1960.
- Robert Leslie Stewart (1918 - 1989), le dernier exécuteur du royaume, il procéda à six exécutions durant sa courte carrière de 1960 à 1964.

### EnSuisse
- Famille Tabazan à Genève. Dont François Tabazan (1534-1624), bourreau ayant exécuté les Savoyards faits prisonniers lors de L'Escalade.

### Autres sites
- (en) « May 19, 1536 » (consulté le 17 octobre 2018)